# Manchita (kommunhuvudort)
Manchita är en kommunhuvudort i Spanien.   Den ligger i provinsen Provincia de Badajoz och regionen Extremadura, i den centrala delen av landet, 270 km sydväst om huvudstaden Madrid. Manchita ligger 346 meter över havet och antalet invånare är 748.
Terrängen runt Manchita är platt åt nordväst, men åt sydost är den kuperad. Terrängen runt Manchita sluttar norrut. Runt Manchita är det glesbefolkat, med 20 invånare per kvadratkilometer. Närmaste större samhälle är Guareña, 8,5 km nordväst om Manchita. Omgivningarna runt Manchita är huvudsakligen savann.